# Goduša, Bijelo Polje
Goduša este un sat din comuna Bijelo Polje, Muntenegru. Conform datelor de la recensământul din 2003, localitatea are 481 de locuitori (la recensământul din 1991 erau 625 de locuitori).

## Demografie
În satul Goduša locuiesc 358 de persoane adulte, iar vârsta medie a populației este de 34,7 de ani (33,6 la bărbați și 35,9 la femei). În localitate sunt 98 de gospodării, iar numărul mediu de membri în gospodărie este de 4,91.
|  |

| Demografie | Demografie | Demografie |
| An         | Locuitori  | Locuitori  |
| ---------- | ---------- | ---------- |
|            |            |            |
|            |            |            |
|            |            |            |
|            |            |            |
| 1948       | 872        |            |
| 1953       | 949        |            |
| 1961       | 957        |            |
| 1971       | 927        |            |
| 1981       | 879        |            |
| 1991       | 625        | 623        |
| 2003       | 792        | 481        |

| \| Componența etnică conform recensământului din 2003[2] \| Componența etnică conform recensământului din 2003[2] \| Componența etnică conform recensământului din 2003[2] \| Componența etnică conform recensământului din 2003[2] \| Componența etnică conform recensământului din 2003[2] \| \| ----------------------------------------------------- \| ----------------------------------------------------- \| ----------------------------------------------------- \| ----------------------------------------------------- \| ----------------------------------------------------- \| \| \| \| \| \| \| \| Musulmani \| Musulmani \| \| 322 \| 66,94% \| \| Bosniaci \| Bosniaci \| \| 153 \| 31,8% \| \| Sârbi \| Sârbi \| \| 1 \| 0,2% \| \| necunoscută \| necunoscută \| \| 2 \| 0,41% \| |             |  |     |        |
| Componența etnică conform recensământului din 2003 |             |  |     |        |
| |             |  |     |        |
| Musulmani | Musulmani   |  | 322 | 66,94% |
| Bosniaci | Bosniaci    |  | 153 | 31,8%  |
| Sârbi | Sârbi       |  | 1   | 0,2%   |
| necunoscută | necunoscută |  | 2   | 0,41%  |